# Chaînes brisées
Le type Chaînes brisées désigne une série de timbres d'usage courant français émis en 1945.
Les quatre timbres de cette série, qui représentent un symbole de la libération de la France en 1944, sont de faible valeur faciale. Ils sont retirés en 1946 ou 1947 selon les timbres.

## Histoire
Les timbres au type Chaînes brisées, comme la Marianne de Dulac, mais surtout la Marianne d'Alger et le Coq d'Alger avec lesquels ils constituent une échelle tarifaire complète, sont destinés à remplacer tous les timbres en circulation sous le régime de Vichy, et notamment ceux à l'effigie de Philippe Pétain, démonétisés.
Marquant de manière symbolique le rétablissement de la République, ces timbres sont les premiers à porter la légende « République française » et la croix de Lorraine.
Un projet de timbre en grand format sur ce même type ne se concrétise finalement pas.

## Description
Les quatre timbres à ce type sont dessinés par André Rivaud et gravés par Henri Cortot. Ils sont imprimés en typographie rotative par feuilles de 100 timbres.
Ils représentent un écu tricolore portant les lettres R et F encadrant une croix de Lorraine bleue et, en dessous, une chaîne brisée par la date 1944. Le mot POSTES en haut, la valeur faciale répétée aux deux angles du bas et les noms du dessinateur et du graveur complètent le dessin.
Leur faible valeur faciale (10, 30, 40 et 50 c) les destine à affranchir les envois de journaux et cécogrammes et à compléter d'autres affranchissements.
| Valeur faciale | Couleur   | Émission   | Retrait    | Tirage      |
| -------------- | --------- | ---------- | ---------- | ----------- |
| 10 c           | brun-noir | 26/02/1945 | 23/08/1947 | 116 330 000 |
| 30 c           | vert      | 26/02/1945 | 23/08/1947 | 68 150 000  |
| 40 c           | rose      | 01/02/1945 | 11/05/1946 | 21 700 000  |
| 50 c           | bleu      | 08/02/1945 | 03/05/1947 | 234 840 000 |